# 凱瑟琳·克拉克
凱瑟琳·瑪莉亞·克拉克（英語：Katherine Marlea Clark，1963年7月17日—）是一位美国民主黨籍的政治人物，自2023年起擔任眾議院少數黨黨鞭。她自2013年起擔任麻薩諸塞州第5選區的聯邦眾議員，該選區包括波士頓的北部和西部遠郊區。它還涵蓋了梅德福、弗雷明翰、沃本、沃爾瑟姆和她的家鄉梅爾羅斯。

## 外部連結
- 麻州眾議員瑟琳·克拉克 （页面存档备份，存于）
- C-SPAN內的頁面（英文）